# Chambéry
Chambéry (provansalsko Chambèri) je mesto in občina v vzhodni francoski regiji Rona-Alpe, prefektura departmaja Savoja in glavno mesto nekdanje zgodovinske pokrajine Savoje. Leta 2010 je mesto imelo 57.342 prebivalcev.

## Geografija
Kraj leži na križišču starodavnih poti med Burgundijo, Švico in Italijo v dolini, ki se razprostira na jugu vse do vinogradniških pobočij Combe de Savoie, na severu pa skoraj do obale jezera Bourget. V bližini se nahaja manjše mednarodno letališče Chambéry-Savoie.

## Administracija
Chambéry je sedež štirih kantonov:
- Kanton Chambéry-Jug (del občine Chambéry: 14.026 prebivalcev),
- Kanton Chambéry-Jugozahod (del občine Chambéry: 16.029 prebivalcev),
- Kanton Chambéry-Vzhod (del občine Chambéry: 13.366 prebivalcev),
- Kanton Chambéry-Sever (del občine Chambéry, občina Sonnaz: 15.431 prebivalcev).

Mesto je prav tako sedež okrožja, v katerega so poleg njegovih vključeni še kantoni Aix-les-Bains, Châtelard, Aix-les-Bains-Jug, Aix-les-Bains-Sever-Grésy, Albens, Chamoux-sur-Gelon, Cognin, La Motte-Servolex, La Ravoire, La Rochette, Pont-de-Beauvoisin, Échelles, Montmélian, Ruffieux, Saint-Alban-Leysse, Saint-Genix-sur-Guiers, Saint-Pierre-d'Albigny in Yenne z 259.486 prebivalci.

## Zgodovina
Zgodovina Chambéryja je tesno povezana s savojsko hišo. Kraj je bil zgodovinsko glavno mesto Savoje vse od 13. stoletja (1295 do 1563), ko ga je razglasil Amadej V. Savojski. V tem času se je bila Savoja razširila čez ozemlje zahodnih Alp, ki je vključevalo Annecy, Torino, Ženevo in celo Nico. Na koncu je Emmanuel Philibert, vojvoda Savojski, ob soočenju  s stalno francosko sovražnostjo, leta 1563 premaknil sedež iz Chambéryja v Torino, kar je imelo za posledico padec pomembnosti kraja. Leta 1714, po vojni za špansko nasledstvo, je kraj skupaj s Savojo pripadel Sicilskemu kraljestvu, od leta 1720 pa Sardinskemu kraljestvu. Med francosko revolucijo, ko ga je zasedla francoska revolucionarna vojska, je bil Chambéry sedež novoustanovljenega departmaja Mont-Blanc, leta 1815 pa je ponovno prešel pod Sardinsko kraljestvo. Dve leti kasneje je postal sedež nadškofije. Po plebiscitu, v katerem se je prebivalstvo odločalo o priključitvi k novonastali Kraljevini Italiji oz. k Franciji, ga je slednja aneksirala 24. marca 1860.

## Zanimivosti
Chambéry je na seznamu francoskih umetnostno-zgodovinskih mest.
- cerkev Saint-Pierre de Lémenc iz 15. stoletja, z grobnico iz starejšega obdobja in pokopališčem,
- Palača vojvod Savojskih,
- Katedrala sv. Frančiška Saleškega, zgrajena v 15. stoletju kot frančiškanska kapela, v katedralo povzdignjena leta 1779, ko je bila ustanovljena tudi škofija Chambery, danes sedež nadškofije Chambéry, Saint-Jean-de-Maurienne in Tarentaise.
- vodnjak Fontaine des Éléphants

## Pobratena mesta
- Torino (Italija),
- Albstadt (Nemčija),
- Ouahigouya (Burkina Faso).